# Koundian (Mali)
Koundian è un comune rurale del Mali facente parte del circondario di Bafoulabé, nella regione di Kayes.